# Andrés Bobola
San Andrés Bobola (Strachocina, 30 de noviembre de 1591-Ivanava, 16 de mayo de 1657) fue un presbítero jesuita polaco martirizado por unos cosacos durante la rebelión de Jmelnytsky.

## Vida
Es originario de Strachocina, al sur de Polonia, nacido en una familia de la pequeña nobleza, de acendrada práctica católica, estudió en una escuela de la Compañía de Jesús en Braniewo. Ingresó en la Compañía en 1611 en Vilna, Lituania. Fue ordenado sacerdote en 1622 y asignado a la parroquia San Casimiro en Vilna. 
A partir de mediados de 1650, fue destinado a Pinsk (hoy en Polesia, Bielorrusia) donde predicaba para convertir a los ortodoxos al catolicismo, con notable éxito, lo que motivó que fuese perseguido y en 1657, para acallar su ministerio fue brutalmente torturado por dos cosacos, arrastrado, arrancada su piel y dado muerte el día 16 de mayo. Según la tradición cristiana, su cuerpo permaneció colgado varios días, sin dar síntomas de descomposición.

## Festividad y patronazgo
Su festividad se celebra el 16 de mayo.
Declarado beato por Pío IX el 30 de octubre de 1853, fue canonizado por Pío XI el 17 de abril de 1938.
El día de su festividad de 1957 (16 de mayo), con motivo del 300 aniversario de su martiro, Pío XII promulgó la encíclica Invicti Athletae dedicada a su gesta.
Desde el 16 de mayo de 2002, San Andrés Bobola  es el celestial patrono de Polonia y de la diócesis de Varsovia

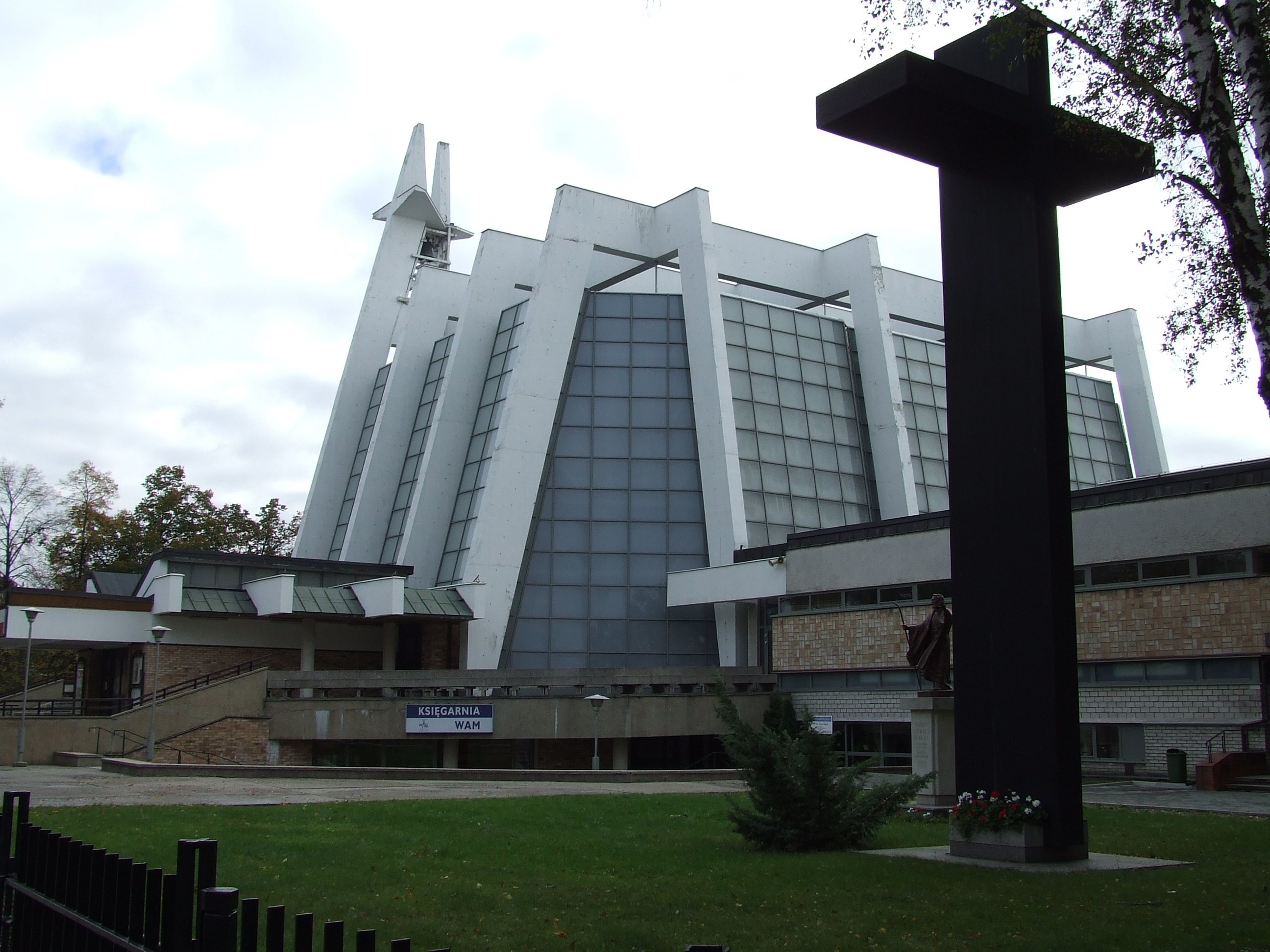
Santuario de San Andrés Bobola en Varsovia

## Cuerpo incorrupto[2]
El rector del colegio de Pinsk, Padre Martin Godebski en 1701 ordenó buscar la sepultura de Andrés Bobola y apareció totalmente incorrupto, lo que fue considerado como prueba de santidad. En 1719, un equipo médico igualmente declaró que el cuerpo estaba incomprensiblemente incorrupto. Dos siglos después, los bolcheviques, trasladaron el cuerpo en 1922 a Moscú como curiosidad para ser expuesto en el Museo de Higiene Popular de Moscú. Actualmente, después de diversas vicisitudes el cuerpo incorrupto de San Andrés Bobola está enterrado en el santuario elevado para su veneración en Varsovia, en la calle Rakowiecka.